# Partitief
De partitief is een zeldzame naamval met als hoofdbetekenis "gedeeltelijk", "zonder resultaat" of "zonder specifieke identiteit". Deze naamval komt alleen voor in Fins-Oegrische talen, vooral in het Fins en Estisch en in enkele kleine Samische talen (Inari-Samisch en Skolt-Samisch).
De partitief kan alleen in specifieke contexten voorkomen, bijvoorbeeld na een telwoord. De betekenis komt onder andere overeen met die van een Nederlandse kwantor.

## Nederlands
In het Nederlands hebben veel bijvoeglijke naamwoorden een vorm met de uitgang -s, die de partitieve vorm genoemd wordt. Deze vorm is een afgeleide van de genitief uit het oude verbuigingssysteem en wordt gebruikt na woorden die een hoeveelheid uitdrukken, zoals veel, weinig of niets:
Dat is niets nieuws.
Men verwacht er veel goeds van.
Ook van de vergrotende trap bestaat vaak een partitief:
Heb je niets beters?
Als het bijvoeglijk naamwoord al op een alveolaire fricatief (een sisklank) eindigt, vervalt de slot -s:
Geef mij maar iets fris.
Dat is iets fantastisch!

## Fins
In het Fins zijn de uitgangen van de partitief -a/-ä, -ta/tä en -tta/ttä. De partitief drukt hier vooral de onbekende identiteit van het genoemde of een vorm van teliciteit uit, zoals in de onderstaande voorbeelden.
- In het enkelvoud na een getal: "kolme taloa" → "drie huizen" (in het meervoud zijn beide vormen mogelijk met betekenisverschil: sadat kirjat "de honderdtallen boeken", sata kirjaa "honderd boeken", als irresultatief object.)
- Voor atelische (mogelijk onvoltooide) en voortdurende processen: "luen kirjaa" → "Ik ben een boek aan het lezen",
  - Vergelijk telische handelingen in de accusatief: "luen kirjan" → "Ik zal het (hele) boek lezen" (met als doel het uit te hebben)
- Met telische werkwoorden en met name ervaringswerkwoorden, waarbij het indirect object (de "oorzaak") in de partitief staat : "rakastan tätä taloa" → "Ik hou van dit huis"
- Voor "voorzichtige pogingen": "saanko lainata kirjaa?" → "kan ik dit boek (misschien) lenen?"
- Voor ontelbare zaken (waar bijvoorbeeld het Frans het delend lidwoord gebruikt): "lasissa on maitoa" → "er is (wat) melk in het glas"
- In de betekenis "enkele" of "enige": "onko teillä kirjoja?" → "hebben jullie (wat/enkele/enige enz.) boeken?"
  - Voor vergelijkingen met de nominatief: "onko teillä kirjat?" → "hebben jullie (net die) boeken?"
- Voor ontkenningen: "talossa ei ole kirjaa" → "er is geen boek in het huis"

Bij irresultatieve handelingen wordt over het algemeen de partitief gebruikt, bij resultatieve de accusatief:
- ammuin karhu-n → "Ik schoot de beer (dood)" (acc.)
- ammuin karhu-a→ "Ik schoot op de beer" (part.)

Doordat de partitief het onvoltooide karakter van de handeling uitdrukt, wordt tevens de tegenwoordige tijd onderscheiden van de toekomende tijd uitgedrukt, die in het Fins niet als afzonderlijke tempus voorkomt. Een vorm van een transitief werkwoord drukt afhankelijk van de naamval van het lijdend voorwerp - accusatief of partitief - een voltooide of onvoltooide handeling uit en daarmee automatisch de tegenwoordige of toekomende tijd:
- luen kirja-a → "Ik ben het/een boek aan het lezen"
- luen kirja-n → "Ik zal het/een boek lezen".

In sommige gesproken Finse dialecten vindt progressieve assimilatie van de partitiefmarkerende -a plaats; deze klinker versmelt met de voorafgaande, waardoor laatstgenoemde klinker de functie van chroneem krijgt:
- suuri-i → suuri-a → "sommige grote..."

## Skolt-Samisch
In de Samische talen is de partitief aan het verdwijnen. In het Skolt-Samisch heeft de partitief de uitgang -d, en wordt alleen nog in het enkelvoud gebruikt als optioneel alternatief voor de genitief in de volgende gevallen:
- na telwoorden boven de 6: kääu´c čâustõkkâ-d, "acht lasso's".
- in combinatie met bepaalde postposities: kuä´tte-d vuâstta, "tegen een kota".
- in combinatie met een vergrotende trap: Kå´lle-d pue´rab, "beter dan goud"

## Romaanse talen
In enkele Romaanse talen - met name het Frans en Italiaans - komt het delend lidwoord voor. De betekenis hiervan komt in grote lijnen overeen met die van de partitief.